# Demonoid (musikgrupp)

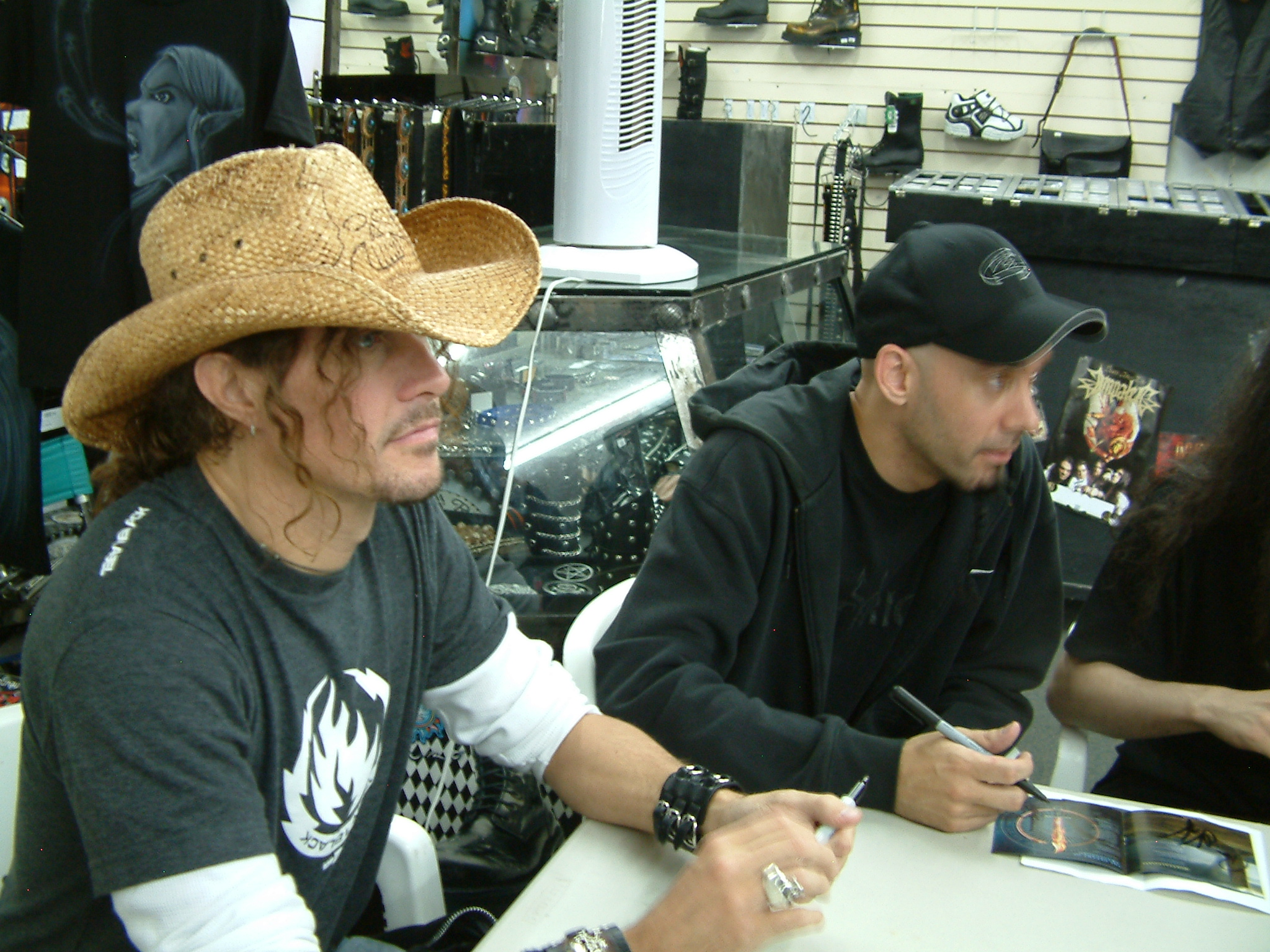
Kristian Niemann, gitarrist, (till höger), med Mats Levén, Therion.

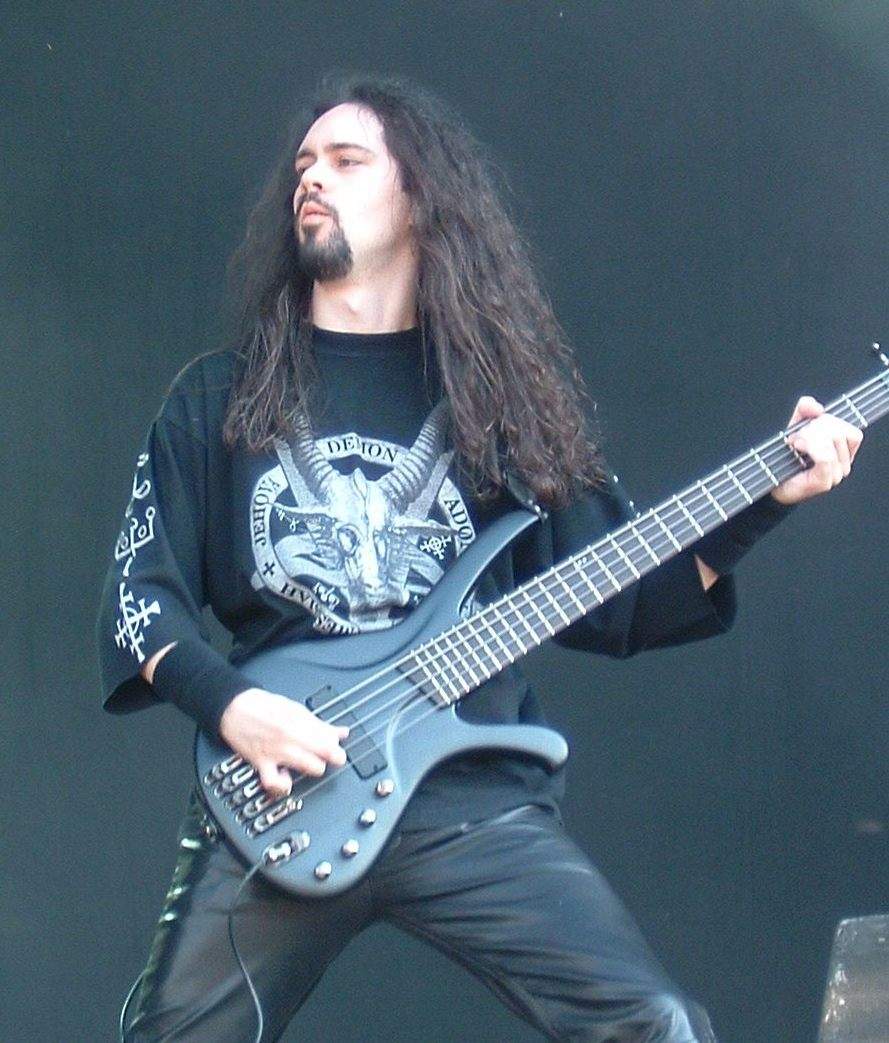
Johan Niemann, basist, med Therion 2004.

Demonoid är ett svenskt black metal-band bildat 2002 av tidigare medlemmar i goth metal-bandet Therion. Debutalbumet Riders of the Apocalypse gavs ut 2004.

## Historia
Ursprungligen var Demonoid ett sidoprojekt från medlemmar från bandet Therion, men det blev efter hand ett självständigt band. Musikstilen är teknisk death/thrash/black metal. Ursprungstanken var att medlemmarna skulle vara anonyma för att se om det skulle gå att sälja ett nytt band utan att nyttja det etablerade varumärket Therion. Därför anges inga namn på medlemmar i CD-häftet. Skivbolaget valde dock att ta det säkra för det osäkra och i PR-syfte informera om att det var medlemmar från Therion som låg bakom och detta blev allmänt känt. 
Christofer Johnsson lämnade dåvarande projektet efter släppet av Riders of the Apocalypse, som var en konceptskiva kring apokalypsens fyra ryttare. Ersättare blev Emperor Magus Caligula från black metal-bandet Dark Funeral och projektet antog en mer ordinär bandform.

## Medlemmar

### Nuvarande medlemmar
- Johan Niemann – basgitarr (2002– )[2]
- Richard Evensand – trummor (2002– )[2]
- Kristian Niemann – gitarr (2002– )[2]
- Mario Santos Ramos – sång (2012– )[2]

### Tidigare medlemmar
- Christofer Johnsson – sång (2004–2006)
- Emperor Magus Caligula (Magnus Broberg) – sång (2007–2012)

## Diskografi

### Studioalbum
- Riders of the Apocalypse (Nuclear Blast Records, 2004)